# Jean-Pierre Lacroix (diplomate)
Pour les articles homonymes, voir Lacroix et Jean-Pierre Lacroix.
Jean-Pierre Lacroix, né le 2 mai 1960 à Paris, est un diplomate français. Il est secrétaire général adjoint des Nations unies chargé des opérations de maintien de la paix depuis le 15 février 2017.

## Biographie

### Formation
Jean-Pierre Lacroix est diplômé de l’École supérieure des sciences économiques et commerciales (ESSEC, 1983) et de l’Institut d’études politiques de Paris (section Service Public, 1985). Il a en outre une maîtrise en sciences politiques et une licence en droit, et est élève de l’École nationale d’administration dans la promotion « Michel de Montaigne », en 1988.

### Carrière diplomatique
Il occupe différents emplois au Quai d'Orsay, notamment à la direction des Nations unies et des organisations internationales et au Protocole, et à l'étranger, à New York, Washington ou Prague). Il est conseiller technique du Premier ministre Édouard Balladur de 1993 à 1995.
Le 15 juillet 2011, il est nommé ambassadeur de France en Suède et prend ses fonctions le 19 août suivant. En juillet 2014, il est nommé directeur des Nations unies, des organisations internationales, des droits de l'homme et de la francophonie (NUOI) à l'administration centrale du Quai d'Orsay,. 

### Carrière aux Nations unies
Le 15 février 2017, il est nommé secrétaire général adjoint et chef des opérations de maintien de la paix aux Nations unies et prend ses fonctions le 1er avril suivant,.